# Пакистанський хліб
Пакистанський хліб — перелік хлібних виробів, що є складовою частиною пакистанської кухні. Відчутний вплив центральноазійських та індійської кухонь. Жодне вживання їжі в Пакистані не відбувається без якогось з видів хлібу.[джерело?]

## Характеристика
Більшість хлібів в Пакистані є прісними і виготовляються переважно з перемеленого борошна, мають пласку форму. Основу становить пшеничне борошно (основні його різновиди атта і майда) з додаванням води. Низка видів хлібу готується з перемелених висушених бобових, часто з сочевиці. також можуть застосовуватися дріжджі. Деякі хлібці можуть бути фаршировані овочами або зеленню. Додають в випічку шафран, кардамон, мускатний горіх.
В першу чергу до столу подаються коржі, спечені в тандурі. Така піч є майже в кожному будинку. Але якщо вона відсутня, на спеціальній сковороді смажать прісні коржі «чапаті».

## Види хлібу

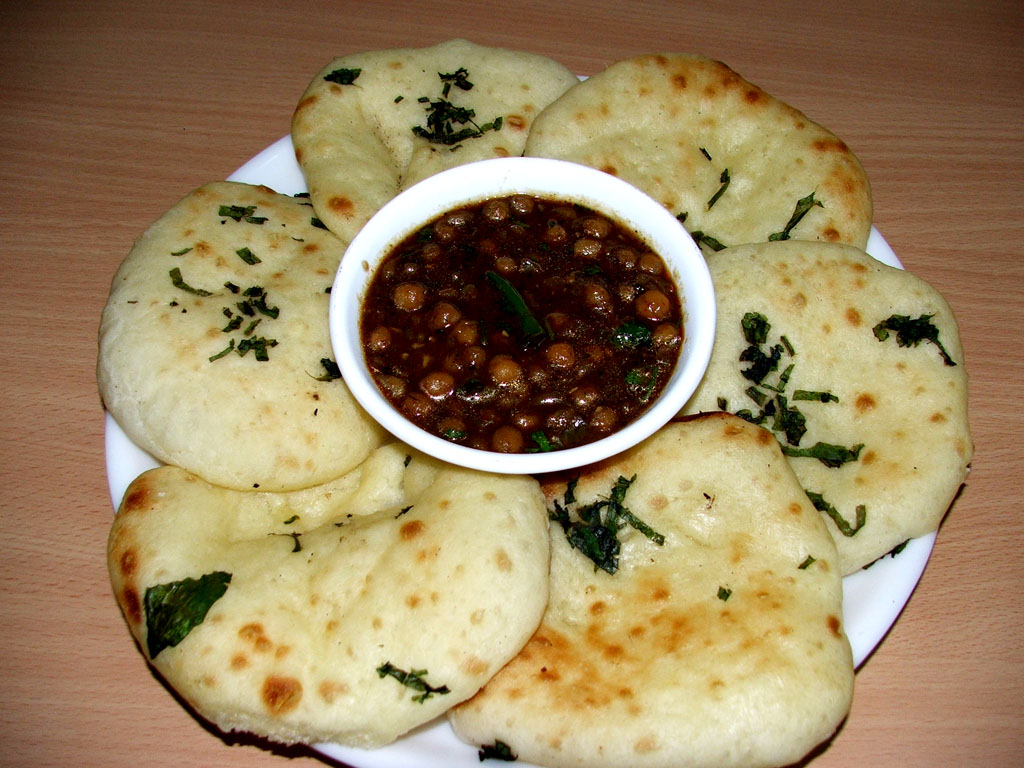
Кульча з чолою

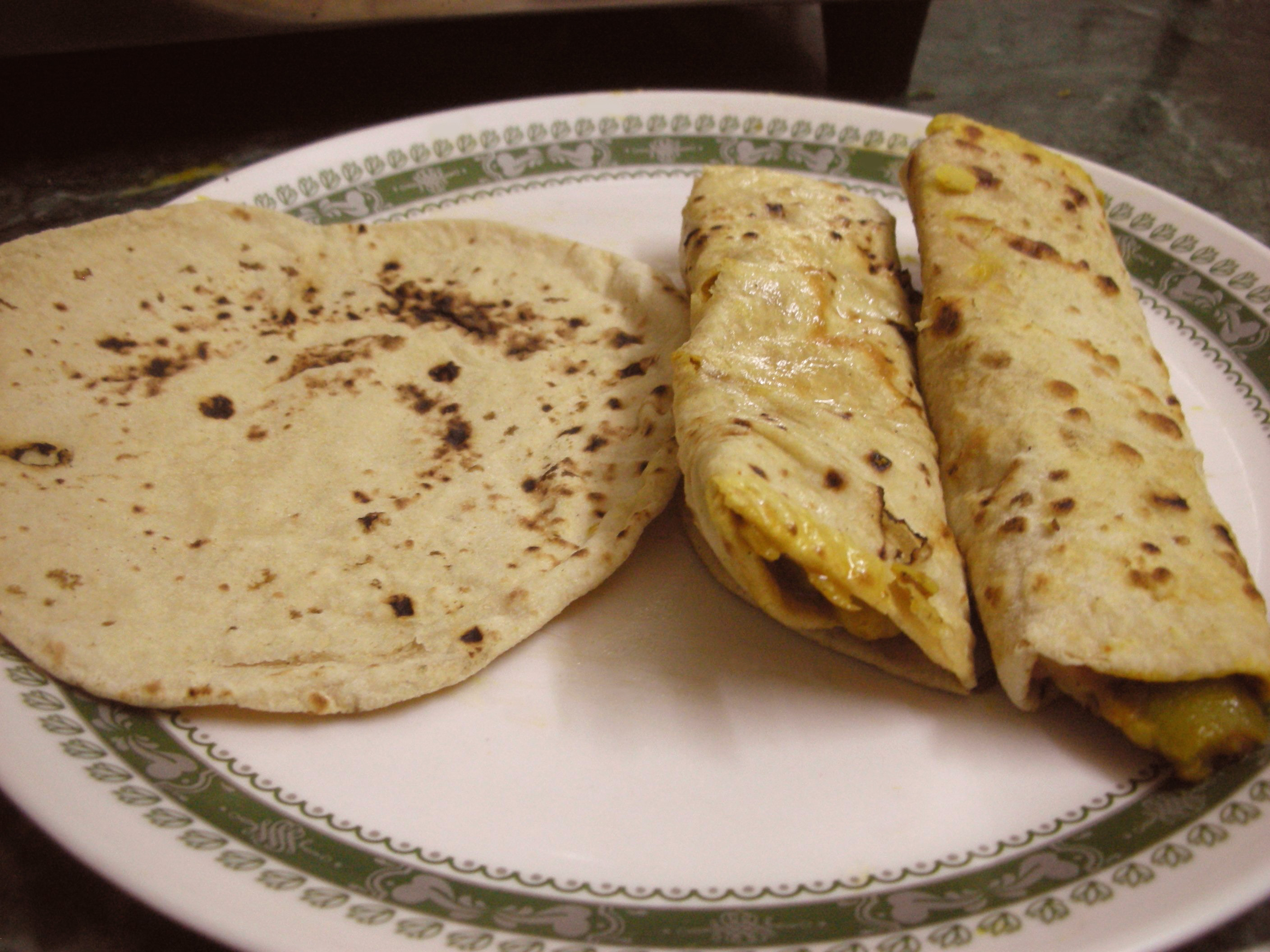
Звичайні чапаті та фаршировані згорнуті чапаті

1. афганський хліб
2. рогні-наан
3. алу-парата
4. бакархані
5. бхатура
6. чапаті
7. каак
8. кульча
9. макае кі роті
10. наан
11. пападам
12. пхітті
13. пурі
14. роті
15. румалі-роті
16. ширмал
17. тафтан
18. тандурний хліб